# Vu Điền, Tân Cương
Vu Điền (tiếng Trung: 于田县; bính âm: Yútián Xiàn, Hán Việt: Vu Điền huyện; Uyghur: كېرىيە ناھىيىسى‎, ULY: Kériye Nahiyisi, UPNY: Keriyə Nah̡iyisi?) là một huyện của địa khu Hòa Điền, khu tự trị Tân Cương, Trung Quốc.

### Trấn
- Ca Lạp (尕拉镇)
- Tiên Bái Ba Trát (先拜巴扎镇)

### Hương
| - Gia Y (加依乡) - Khoa Khắc Á (科克亚乡) - A Nhiệt Lặc (阿热勒乡) - A Nhật Hy (阿日希乡) - Lan Can (兰干乡) - Tư Dã Khắc (斯也克乡) - Thác Cách Nhật Tư (托格日尕孜乡) | - Khách Lạp Khắc Nhĩ (喀拉克尔乡) - Áo Y Thác Cách Lạp Khắc (奥依托格拉克乡) - A Khương (阿羌乡) - Anh Ba Cách (英巴格乡) - Hy Ngô Lặc (希吾勒乡) - Đạt Lý Nhã Bố Y (达里雅布依乡) |